# Marquesado de Valde-Espina
El marquesado de Valde-Espina es un título nobiliario español de carácter hereditario que fue concedido por el rey Felipe V de España en 1736, con el vizcondado previo de Santa Cruz, a favor de Andrés Agustín Orbe y Zárauz. En la actualidad es titular de esta dignidad el cineasta José María de Orbe Klingenberg, que es el séptimo en la lista de titulares.
A lo largo de cerca de 280 años el título de marqués de Valde-Espina se ha transmitido a través de diversas generaciones de la familia Orbe. Entre aquellos que ostentaron el título se distinguieron especialmente los III, IV y V marqueses de Valdespina, que a lo largo del siglo XIX y principios del siglo XX fueron figuras destacadas del carlismo vasco. Destaca especialmente la figura de José María de Orbe y Elío, III marqués de Valde-Espina y I duque de la Confianza.

## Antecedentes

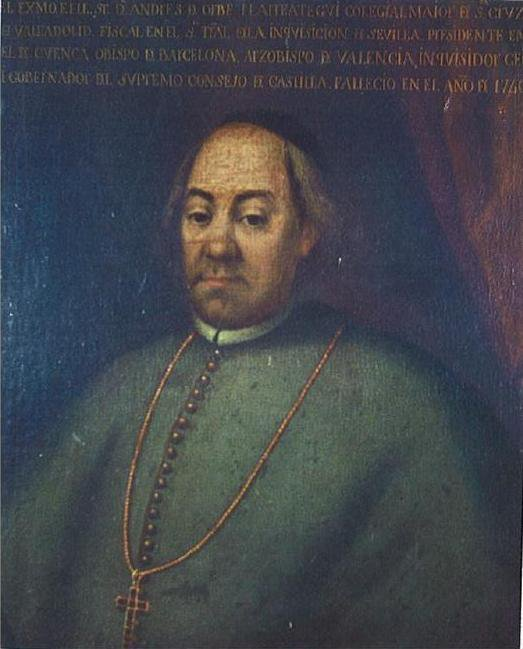
Retrato del arzobispo Andrés de Orbe y Larreátegui. Este retrato se encuentra actualmente en la Casa-Torre Enparan, residencia de la familia Emparan, que es hoy sede de la Biblioteca de Azpeitia.

La familia Orbe es una familia vasca oriunda del Valle de Anguiozar, antiguamente perteneciente a Elgueta y, a partir de 1927, a Vergara, en Guipúzcoa. Se estableció en la localidad vizcaína de Ermua en el siglo XVII, una generación antes de que surgiera en ella la destacada figura de Andrés de Orbe y Larreátegui.
Andrés de Orbe y Larreátegui fue una influyente figura del primer tercio del siglo XVIII. Orbe, que era sacerdote, realizó una destacada carrera eclesiástica alcanzando los cargos de obispo de Barcelona en 1720 y arzobispo de Valencia en 1725. También ostentó altos cargos en la administración del Estado, como gobernador del Consejo de Castilla entre 1727 y 1733. En 1733 fue nombrado Inquisidor General y finalizó su carrera político-religiosa como Nuncio Apostólico.
El rey Felipe V instituyó el título de marqués de Valde-Espina en 1733 a instancias del arzobispo Orbe y en favor del sobrino y ahijado de este, Andrés Agustín de Orbe y Zarauz que se convertiría en el primer marqués de Valde-Espina. De esta forma el arzobispo Orbe logró transmitir a su familia el prestigio y posición social que había obtenido a lo largo de su vida.
El arzobispo Orbe mandó construir el palacio de Valde-Espina en su localidad natal Ermua, que se convertiría en casa solariega de los marqueses. Este palacio es actualmente sede del Ayuntamiento de Ermua.

## Marqueses de Valde-Espina

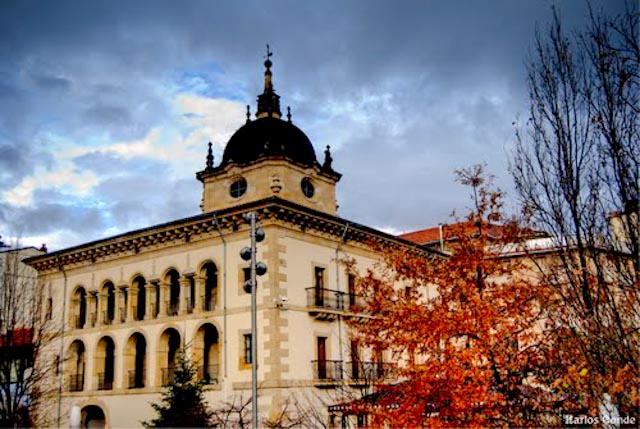
Palacio de los Marqueses de Valde-Espina, condes de Almenara, en Ermua (Vizcaya), actual ayuntamiento. Por detrás la iglesia parroquial

|                       | Titular                              | Periodo               |
| Creación por Felipe V | Creación por Felipe V                | Creación por Felipe V |
| --------------------- | ------------------------------------ | --------------------- |
| I                     | Andrés Agustín de Orbe y Zarauz      | 1736-1754             |
| II                    | José Joaquín de Orbe y Murguía       | 1754-1819             |
| III                   | José María de Orbe y Elío            | 1819-1850             |
| IV                    | Juan Nepomuceno de Orbe y Mariaca    | 1850-1891             |
| V                     | José María de Orbe y Gaytán de Ayala | 1891-1933             |
| VI                    | Ignacio de Orbe y Vives de Cañamás   | 1933/1950-1969        |
| VII                   | José María de Orbe y Klingenberg     | 1971-actual titular   |

## Historia de los marqueses de Valde-Espina

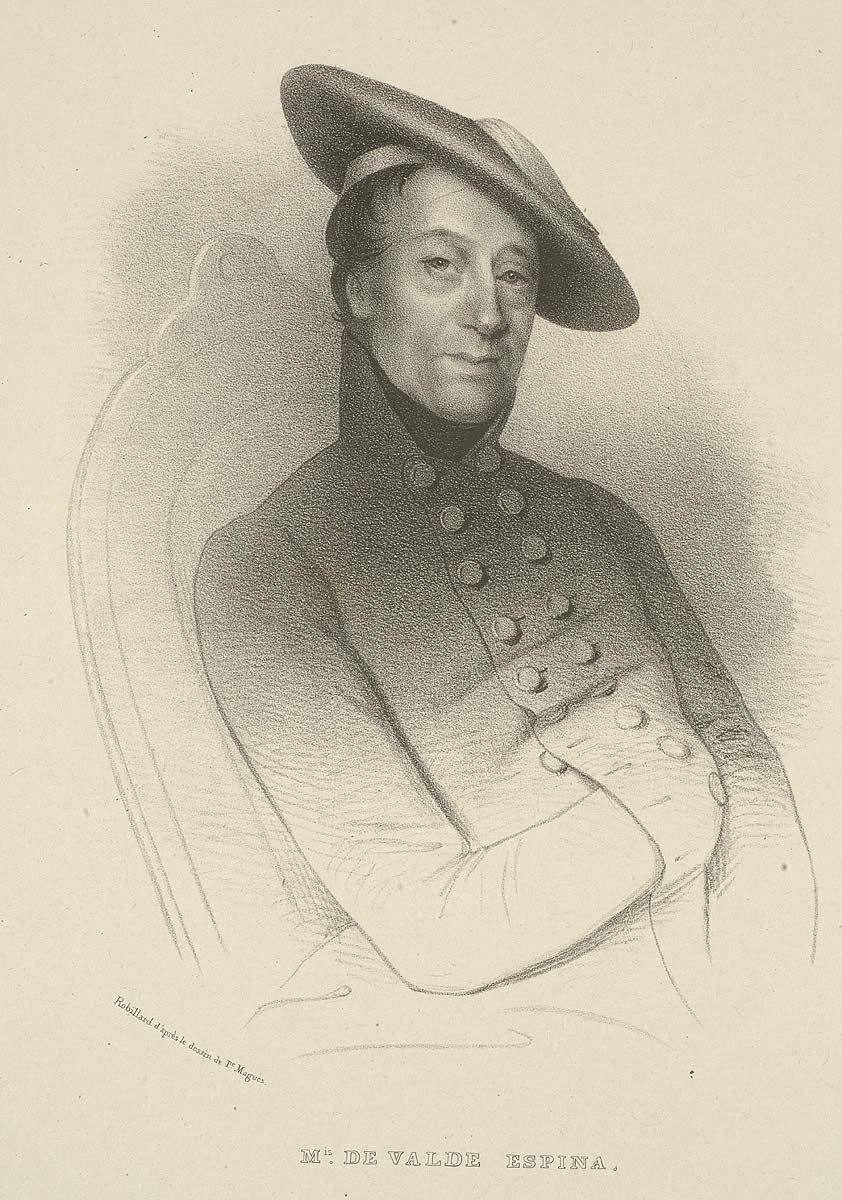
José María de Orbe y Elío, III Marqués de Valde-Espina. Dibujo de Isidoro Magués, 1837.

- Andrés Agustín de Orbe y Zarauz (Ermua, 21 de febrero de 1722-Durango, 1 de noviembre de 1754), I marqués de Valde-Espina,[5] hijo de Francisco Antonio de Orbe y Larreátegui y de su esposa María Teresa de Zarauz y Olaeta.[6]

Casó el 22 de marzo de 1748, en Irún, con María Teresa de Murguía y Arbelaiz, XV señora del palacio casa-fuerte de Murguía y VII señora de Arbelaiz, hija de Diego Félix de Murguía e Idiáquez y de María Josefa de Arbelaiz y Berrotarán. Le sucedió su hijo por real carta de sucesión del 8 de septiembre de 1816:
- José Joaquín de Orbe y Murguía (Irún, 15 de julio de 1749-Ermua, 11 de octubre de 1819), II marqués de Valde-Espina,[8] caballero de la Real Maestranza de Caballería de Granada, alcalde de Ermua, señor del palacio casa-fuerte de Murguía, señor del palacio y mayorazgo de Orbe, etc.[8]

Casó el 3 de febrero de 1771, en Pamplona, con María Ignacia de Elío y Alducín, hija de Francisco Joaquín de Elío y Robles Esparza, III marqués de Vessolla, y de María Josefa de Alduncín y Larreta. Le sucedió su hijo:
- José María de Orbe y Elío (Irún, 7 de septiembre de 1776-Burdeos, 21 de julio de 1850), III marqués de Valde-Espina,[9]  I duque de la Confianza con Grandeza de España de primera clase, señor del palacio y casa-fuerte de Murguía, señor del palacio y mayorazgo de Orbe, militar, diputado geeneral en las Juntas Generales de Vizcaya, ministro del Rel consejo, etc.[10]

Casó el 1 de agosto de 1808, en Ermua, con María Teresa de Mariaca y Ansótegui, hija de José María de Mariaca y Salazar y de su esposa María Antonia Teresa de Ansótegui y Berástegui. Le sucedió su hijo:

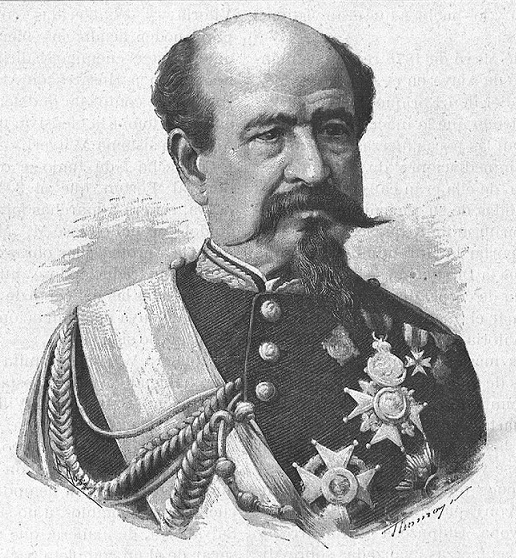
Juan Nepomuceno de Orbe y Mariaca, IV Marqués de Valde-Espina.

- Juan Nepomuceno de Orbe y Mariaca (Ermua, 2 de mayo de 1817-Ermua, 21 de abril de 1891), IV marqués de Valde-Espina por real carta de sucesión de 20 de junio de 1859,[12] señor del palacio y casa-fuerte de Murguía y del palacio y mayorazgo de Orbe. Alférez de cCaballería durante la primera guerra Carlista, coronoel, brigadier del ejército, ministro del Consejo Privado del rey, senador del reino por Vizcaya, etc.[12]

Casó el 4 de marzo de 1848, en Vergara, con María Casilda Gaytán de Ayala y Areizaga, hija de Luis Manuel Gaytan de Ayala y Zuluoga, IX conde de Villafranca de Gaytán, y de María Casilda de Areizaga y Zuloaga. Le sucedió su hijo:
- José María de Orbe y Gaytán de Ayala (Vergara, 9 de diciembre de 1848-Astigarraga, 12 de junio de 1933), V marqués de Valde-Espina,[14] I vizconde de Orbe en 27 de febrero de 1876, a quién se le concedió como título carlista[14] y reconocido como título del reino en 1993 a su nieto Carlos Borromeo de Orbe y Piniés. Fue militar, alcalde de Ermua y Astigarraga, diputado provincial por Ermua y presidente de la Diputación de Guipúzcoa.[14]

Casó el 8 de septiembre de 1876, en Biarritz, con María de los Dolores Vives de Cañamás y Fernández de Villamil, hija de Pedro Pascual Vives de Cañamás y Sánchez Salvador, IX conde de Faura y conde de Almenara, y de María de la Luz Fernández Villamil y de la Gándara. Le sucedió su hijo:
- Ignacio de Orbe y Vives de Cañamás (Ermua, 19 de noviembre de 1890-Astigarraga, 18 de abril de 1969), VI marqués de Valde-Espina,[16][17] XIX conde de Almenara (por rehabilitación a su favor en 1916), XI conde de Faura.[16]

Casó  el 21 de abril de 1918, en Valencia, con María Teresa de Piniés y Roca de Togores, hija de Antonio María Piniés y Sánchez Muñoz, barón de la Linde, y de María de l Encarnación Roca de Togores y Enríquez de Navarra. Le sucedió su nieto, hijo de José María de Orbe y Piniés que había casado con Gabriela Klingenberg Benario:
- José María de Orbe y Klingenberg (n. San Sebastián, 3 de marzo de 1958), VII marqués de Valde-Espina,[19][20] guionista y director de cine.[19]

Casó en primeras nupcias con Yolanda María Ortiz de Urbina Calpasoro (m. Barcelona, 11 de febrero de 2006). Contrajo un segundo matrimonio el 22 de junio de 2015 con Caridad-Ana Descals y Puig. De su primer matrimonio nació Marco-Fabio de Orbe y Ortiz de Urbina (n. 21 de febrero de 1997).